# Dany Sabourin
Dany Sabourin (* 2. September 1980 in Val-d’Or, Québec) ist ein ehemaliger kanadischer Eishockeytorwart und derzeitiger -trainer, der im Verlauf seiner aktiven Karriere zwischen 1997 und 2017 unter anderem 59 Spiele für die Calgary Flames, Pittsburgh Penguins und Vancouver Canucks in der National Hockey League (NHL) bestritten hat. Den Großteil seiner Karriere verbrachte Sabourin jedoch in der American Hockey League (AHL), wo er insgesamt 306 Partien für sieben verschiedene Franchises absolvierte. Seit 2020 ist er als Torwarttrainer bei den San Jose Barracuda aus der AHL angestellt.

## Karriere
Dany Sabourin begann seine Karriere 1997 bei den Faucons de Sherbrooke in der kanadischen Juniorenliga Ligue de hockey junior majeur du Québec (LHJMQ). Nach seiner ersten Saison wurde er im NHL Entry Draft 1998 von den Calgary Flames in der vierten Runde an Position 108 ausgewählt. Sabourin blieb aber noch zwei weitere Jahre bei den Castors de Sherbrooke, dem Nachfolgeteam der Faucons, kam aber in der Saison 1998/99 auch zu einem Einsatz für die Saint John Flames, dem Farmteam von Calgary, in den Playoffs der American Hockey League.

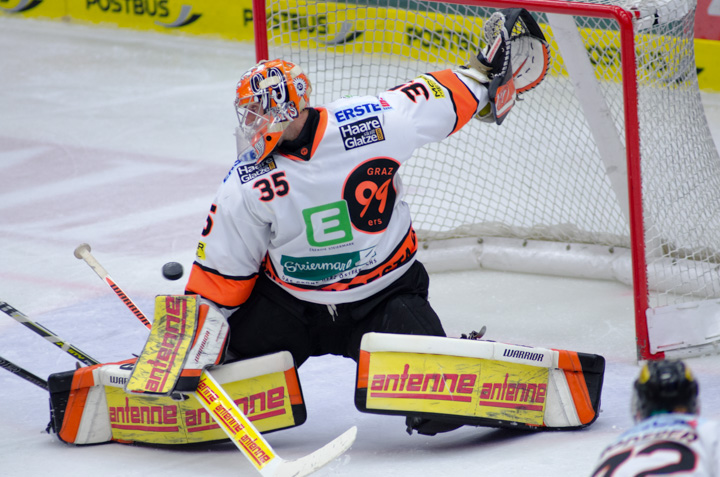
Sabourin im Trikot der EC Graz 99ers

2000 wechselte Sabourin schließlich zu den Profis und absolvierte die folgenden zwei Jahre hauptsächlich bei den Johnstown Chiefs in der East Coast Hockey League. Zur Saison 2002/03 stand er wieder im Kader Saint John Flames und ein Jahr später kam er zu seinen ersten vier Einsätzen in der NHL für die Calgary Flames, spielte aber auch weiterhin für die Farmteams in der ECHL und der AHL. Während die NHL-Saison 2004/05 wegen des Lockout ausfiel, spielte Sabourin für die Wilkes-Barre/Scranton Penguins in der AHL und die Wheeling Nailers in der ECHL, beides Farmteams der Pittsburgh Penguins. Er zeigte bei beiden Mannschaften sehr gute Leistungen, weshalb ihn die Pittsburgh Penguins schließlich im Sommer 2005 unter Vertrag nahmen. Allerdings konnte sich Sabourin nicht im NHL-Kader durchsetzen und war stattdessen Stammtorhüter der Wilkes-Barre/Scranton Penguins in der AHL. In dieser Position führte er die Mannschaft bei 49 Einsätzen zu 30 Siegen und am Ende der Saison erhielt er den Aldege „Baz“ Bastien Memorial Award als bester Torhüter der Liga sowie den Harry „Hap“ Holmes Memorial Award für die wenigsten Gegentreffer.
Jedoch fanden die Pittsburgh Penguins keine Verwendung für ihn und setzten ihn kurz vor Beginn der Saison 2006/07 auf die Waiver-Liste, von wo ihn die Vancouver Canucks verpflichteten. Sabourin nahm den Posten des Ersatztorhüters hinter Roberto Luongo ein und durfte während der Spielzeit neun Mal aufs Eis. Jedoch wurde sein Vertrag im Sommer 2007 nicht verlängert und er ging wieder zurück nach Pittsburgh. In Pittsburgh konnte sich Sabourin schließlich doch für den NHL-Kader empfehlen und wurde die Nummer zwei hinter Stammtorhüter Marc-André Fleury. Sabourin konnte durch gute Leistungen überzeugen und nahm im Dezember 2007 den Posten als Stammtorhüter ein, als Fleury für längere Zeit verletzungsbedingt ausfiel. Im Januar 2009 wurde Sabourin gegen Mathieu Garon von den Oilers getauscht und anschließend sogleich auf die Waiver-Liste gesetzt, da kein dritter Torhüter hinter Dwayne Roloson und Jeff Drouin-Deslauriers mehr benötigt wurde. Sabourin stimmte einem Wechsel zum Farmteam, den Springfield Falcons aus der AHL, zu. Nach dem Ende der Spielzeit wechselte er schließlich als Free Agent zu den Boston Bruins. Dort wurde er aber ebenso in der AHL bei den Providence Bruins eingesetzt, wie die drei folgenden Spielzeiten bei den Hershey Bears, nachdem er im Sommer 2010 abermals als Free Agent in die Organisation der Washington Capitals gewechselt war.
Von Beginn der Saison 2013/14 an stand Sabourin bei den EC Graz 99ers in Österreich unter Vertrag, wo er Frédéric Cloutier als ersten Torwart ersetzte. Nach zwei Jahren dort verließ er das Team im Sommer 2015. Nach zwei Spielzeiten bei Rouen Hockey Élite 76 in der französischen Ligue Magnus, in denen er unter anderem Französischer Meister wurde, beendete der Kanadier seine Karriere als Aktiver im Sommer 2017. Danach begann er als Trainer zu arbeiten. Zwischen 2017 und 2020 war er als Torwarttrainer bei den Huskies de Rouyn-Noranda in der LHJMQ tätig. Seitdem fungiert er in derselben Position bei den San Jose Barracuda aus der AHL.

## Erfolge und Auszeichnungen
| - 2006 Teilnahme am AHL All-Star Classic - 2006 Aldege „Baz“ Bastien Memorial Award - 2006 Harry „Hap“ Holmes Memorial Award - 2006 AHL First All-Star Team | - 2016 IIHF-Continental-Cup-Gewinn mit Rouen Hockey Élite 76 - 2016 Französischer Meister mit Rouen Hockey Élite 76 - 2016 Französischer Pokalsieger mit Rouen Hockey Élite 76 |

## Statistik

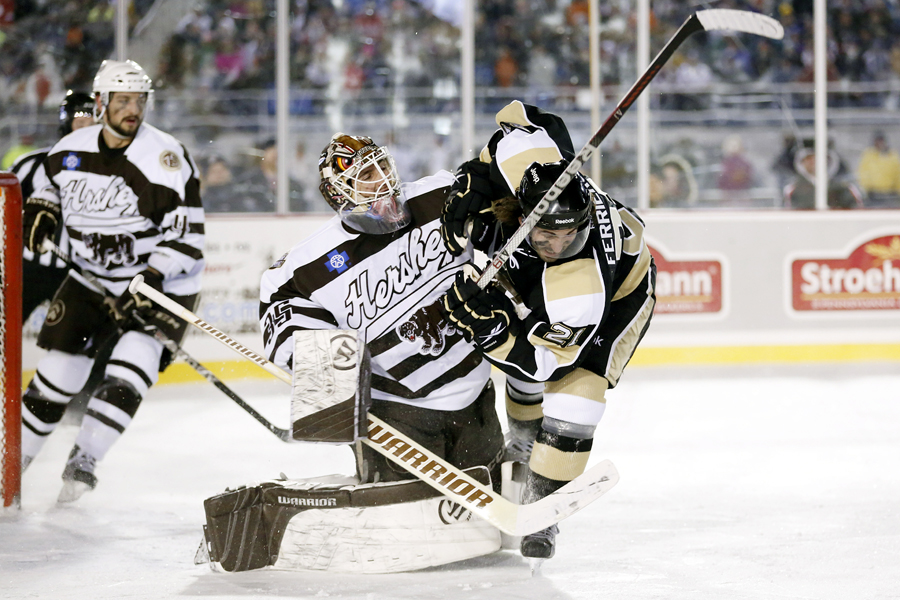
Sabourin im Zweikampf mit Benn Ferriero

(Legende zur Torhüterstatistik: GP oder Sp = Spiele insgesamt; W oder S = Siege; L oder N = Niederlagen; T oder U oder OT = Unentschieden oder Overtime- bzw. Shootout-Niederlage; Min. = Minuten; SOG oder SaT = Schüsse aufs Tor; GA oder GT = Gegentore; SO = Shutouts; GAA oder GTS = Gegentorschnitt; Sv% oder SVS% = Fangquote; EN = Empty Net Goal; 1 Play-downs/Relegation; Kursiv: Statistik nicht vollständig)